# Torso del Belvedere

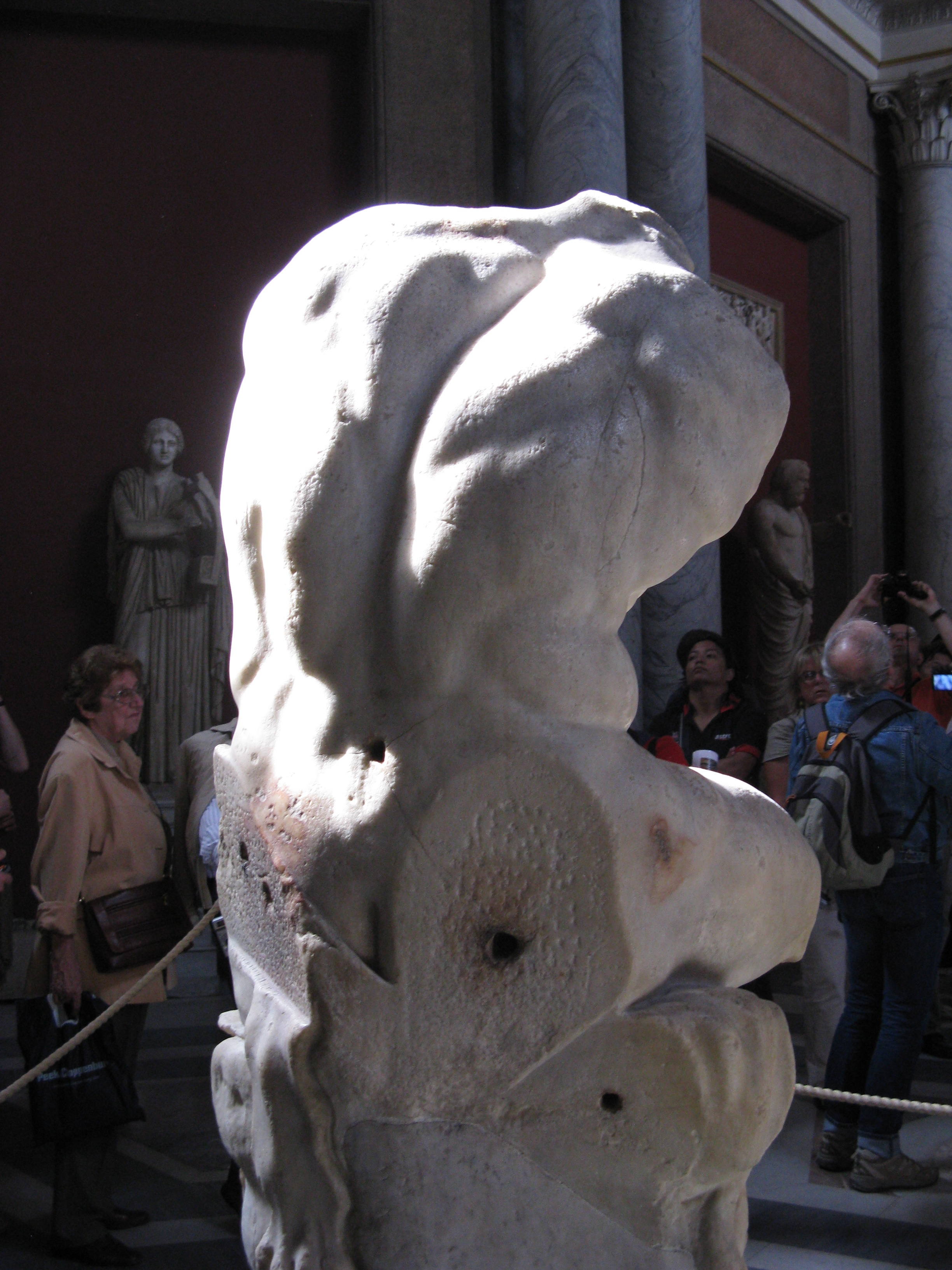
Veduta posteriore della scultura

Il Torso del Belvedere è una scultura mutila in marmo, firmata dallo scultore del I secolo a. C. Apollonio di Atene e conservata nella Sala delle Muse del complesso del Museo Pio-Clementino, all'interno dei Musei Vaticani. Opera autografa dallo stile neoattico, la scultura ha una notevole importanza nella ricezione culturale dell'arte greca in età moderna, per l'influenza esercitata (insieme al Gruppo del Laocoonte e all'Apollo del Belvedere) sullo sviluppo della storia dell'arte in epoca successiva alla sua scoperta, grazie alla fortuna e alla fama di cui godette presso scultori e pittori di varie età, a partire dall'arte rinascimentale.

## Storia
Non si conoscono né il luogo né la data della sua scoperta; è stato menzionato per la prima volta da Ciriaco d'Ancona, il padre dell'archeologia, che lo vide nel palazzo del cardinale Prospero Colonna tra il 1432 e il 1435. Rimase quindi per decenni al Palazzo Colonna del Quirinale, dove era ancora presente ai primi del Cinquecento.
Risultano leggende, invece, quelle su una sua scoperta in epoca successiva, nella zona di Campo de' Fiori o alle terme di Caracalla, durante il pontificato di Papa Giulio II (1503-1513); frutto di un'ipotesi, invece, è la provenienza della scultura dalle terme di Costantino, secondo una proposta di Joseph Sauer e Christian Hülsen.
Intorno a questo periodo, la si ritrova in possesso dello scultore Andrea Bregno, dalla cui collezione confluì poi nelle raccolte papali, all'interno del Cortile del Belvedere, divenendo oggetto di studi e ammirazione da parte dei più grandi maestri, tra i quali Michelangelo e Raffaello. La lunga permanenza nei giardini gli valse il nome di "Torso del Belvedere".
Una leggenda racconta che il pontefice Giulio II, sotto il cui papato si sarebbe verificata la scoperta della statua, aveva ordinato a Michelangelo, suo scultore di fiducia, il completamento dell'opera con l'aggiunta degli arti e della testa; l'artista avrebbe declinato la proposta giudicando il Torso troppo bello per essere alterato. Si servì dell'opera, invece, quale fonte di ispirazione per alcune figure del suo capolavoro, la volta della Cappella Sistina.
La statua fu confiscata e portata a Parigi da Napoleone il 27 e 28 luglio 1798 con il Trattato di Tolentino come oggetto delle spoliazioni napoleoniche. Fu sistemata nel posto d'onore nel Museo del Louvre dove divenne una delle fonti d'ispirazione del neoclassicismo in Francia. Con la Restaurazione, fu riportata in Vaticano nel 1815, sotto la cura di Antonio Canova.

## Descrizione
L'opera si presenta come un monumentale nudo maschile seduto, nell'atto dinamico di sollevarsi. Numerosi sono stati i tentativi di identificazione del soggetto della statua: studiosi hanno identificato nella figura mutila l'eroe Ercole in riposo al termine delle sue dodici fatiche; altri studiosi lo hanno ritenuto il campione acheo Aiace Telamonio, il ciclope Polifemo (Joseph Sauer), Prometeo (Robert), il re dei Bebrici Amico (August Rossbach), un Sileno pertinente a un gruppo erotico (Pirro Marconi), Filottete (Arvid Andrén), il satiro Marsia (Karol Hadaczek e Vinzenz Brinkmann).
Il marmo è firmato sul piedistallo come "opera di Apollonio, figlio di Nestore, ateniese" ed è da datarsi intorno al I secolo a.C. Al tempo ritenuto originale, è oggi considerato una copia di un bronzo del II secolo a.C.
In un celebre dipinto di Eugène Delacroix, La barca di Dante, secondo quanto avrebbe dichiarato lo stesso pittore, il corpo di Flegias è modellato sul Torso del Belvedere.